# دان ولمن
دان ولمن (انگلیسی: Dan Wolman؛ زادهٔ ۲۸ اکتبر ۱۹۴۱) کارگردان فیلم اهل اسرائیل است.

## فیلمشناسی
- مایکل من
- رویاپردازان
- بیوگرافی بن